# Willi Knecht (Theologe)
Willi Knecht (* 1947 in Herxheim bei Landau/Pfalz) ist ein deutscher römisch-katholischer Theologe.

## Leben
Knecht ist seit 1976 mit der Diözese Cajamarca in Peru verbunden und war zunächst als Pastoralreferent in der Pfarrei Bambamarca tätig. Zuletzt arbeitete er von 1997 bis 2003 zusammen mit Elmar Klinger und Ottmar Fuchs an einer DFG-Studie über die kirchlichen Aufbrüche in Peru seit 1962. 
Im November 2005 erschien sein Buch Die Kirche von Cajamarca. Die Herausforderung einer Option für die Armen. Er stellt darin Cajamarca mit seinem Bischof José Antonio Dammert Bellido als Diözese dar, in der exemplarisch der „Geist des Konzils“ in die Praxis umgesetzt wurde. Weitere Schriften (u. a. zu den Auseinandersetzungen um die profitabelste Goldmine der Welt in Cajamarca und zum gegenwärtigen Kurs der Kirchenführung in Peru) macht er auf seiner Website zugänglich.

## Veröffentlichungen
- mit Hartmut Heidenreich: „Die Wehklagen derer, die leiden, lassen mich nicht ruhen.“ José Dammert Bellido, Bischof von Cajamarca, Peru. In: Johannes Meier (Hrsg.): Die Armen zuerst. 12 Lebensbilder lateinamerikanischer Bischöfe. Matthias Grünewald, Mainz 1999, ISBN 3-7867-2133-5.
- Freiburg, Ulm und Cajamarca. Was man von den Christen in Peru lernen kann. In: imprimatur 2001, Hefte 4 (online) u. 5+6 (online).
- mit Elmar Klinger, Ottmar Fuchs (Hrsg.): Die globale Verantwortung. Partnerschaften zwischen Pfarreien in Deutschland und Peru. Echter, Würzburg 2001, ISBN 3-429-02391-2.
- Die Kirche von Cajamarca. Die Herausforderung einer Option für die Armen in Peru. Lit-Verlag, Münster 2005, ISBN 3-8258-8900-9.
- Eine Kirche der Armen. In: Thomas Franz, Hanjo Sauer (Hrsg.): Glaube in der Welt von heute. Theologie und Kirche nach dem Zweiten Vatikanischen Konzil. Echter, Würzburg 2006, ISBN 978-3-429-02804-6.